# Latour, Haute-Garonne
Latour är en kommun i departementet Haute-Garonne i regionen Occitanien i södra Frankrike. Kommunen ligger i kantonen Montesquieu-Volvestre som tillhör arrondissementet Muret. År 2022 hade Latour 80 invånare.

## Befolkningsutveckling
Antalet invånare i kommunen Latour
Referens:INSEE